# Margareta van Stein
Margareta van Stein (Stein, ca. 1276 - Kuringen, 1333) was van 1303 tot haar dood abdis van Herkenrode.

## Biografie

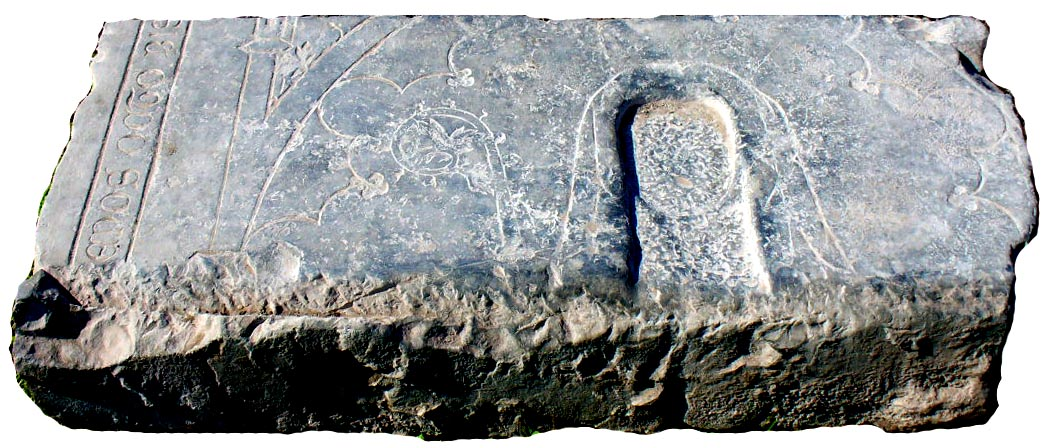
De grafsteen van abdis Margareta

Margareta werd vermoedelijk geboren in 1276 op het Kasteel van Stein als tweede kind en oudste dochter van Heer Arnoldus II van Stein en Margareta van Born. Zowel haar oudere broer Arnoldus als haar jongere broer Gerardus volgden later hun vader op als Heer van Stein. Walram, haar jongste broer, was domheer van Keulen.
Zoals veel dochters in haar tijd ging Margareta al op jonge leeftijd het klooster in. Haar adellijke afkomst verzekerde haar van een plaats in de hogere rangen van de kloosterhiërarchie. In 1303 volgde zij Aleidis van Diest op als abdis van de Cisterciënzerinnenabdij van Herkenrode. De abdis overleed in 1333 en werd begraven op het landgoed van de abdij. Haar opvolgster was abdis Agnes van Guigoven.
Tijdens haar abbatiaat gebeurde in Viversel (toen parochie Lummen) een mirakel toen een hostie die aan een zieke moest toegediende worden, begon te bloeden na aanraking door aanwezigen. De miraculeuze hostie werd ter verering overgebracht naar de abdij van Herkenrode waar ze veel pelgrims aantrok. De miraculeuse hostie, 'sacrament van mirakel' genoemd,  wordt nog steeds bewaard in de kathedraal van Hasselt.
In 2010, bij de restauratie van de Tuyltermolen, een van de twee watermolens van Herkenrode, werd er een stuk van de grafsteen van Margareta teruggevonden. Dit wordt nu tentoongesteld bij de locatie van de vroegere abdijkerk.

## Wapen

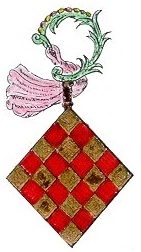
Het wapen van Margareta van Stein

De blazoenering van het wapen van de abdis gaat als volgt:
- Geruit van goud en keel